# Ignace Berten
Ignace Berten (* 1940) ist ein römisch-katholischer Theologe.

## Leben
Berten ist seit 1958 Mitglied im römisch-katholischen Orden der Dominikaner. Er studierte Philosophie und römisch-katholische Theologie in Le Sarte-Huy, Fribourg (Schweiz), Saulchoir-Etiolles und Nijmegen. 1966 wurde er zum Priester geweiht. Als Hochschullehrer für Katholische Theologie war Berten am Espaces Bruxelles in Brüssel tätig. Zu seiner aus dem Französischen ins Deutsche übersetzten Einführung in die Theologie Wolfhart Pannenbergs schrieb Edward Schillebeeckx ein Vorwort.

## Werke (Auswahl)
- Gemeinwohl im Konflikt der Interessen, Lit, Münster 2004
- Geschichte, Offenbarung, Glaube, Claudius-Verlag, München 1970